# August Jakobson

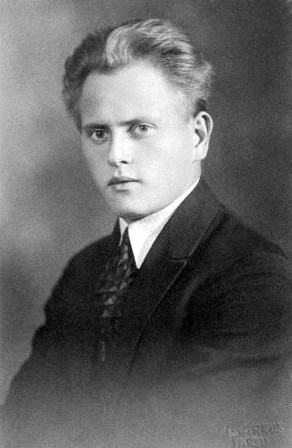
August Jakobson, etwa 1920

August Jakobson (* 2. September 1904 in Pärnu; † 23. Mai 1963 in Tallinn, Estnische SSR) war ein estnischer Schriftsteller und Kommunist.

## Leben
August Jakobson entstammte einer Arbeiterfamilie. Er legte 1926 in Pärnu das Abitur ab. Anschließend studierte er von 1926 bis 1929 an der Universität Tartu Wirtschaftswissenschaft und von 1931 bis 1935 Medizin, ohne allerdings einen formalen Abschluss zu erwerben.
1939 wurde Jakobson zum Vorsitzenden des Estnischen Schriftstellerverbands gewählt. Während der ersten sowjetischen Besetzung Estlands arbeitete Jakobson 1940/41 in der Redaktion der Zeitung Kommunist und war Leiter der Verlage Ilukirjandus und Kunst. Vor der heranrückenden deutschen Wehrmacht floh Jakobson in die Sowjetunion. Dort organisierte er das estnische Kulturleben im Dienste des Stalinismus.
Von 1944 bis 1946 und von 1950 bis 1954 war Jakobson Vorsitzender des Sowjetischen Schriftstellerverbands Estlands (Eesti Nõukogude Kirjanike Liit). Auf der Gründungsversammlung des Verbands 1943 gab Jakobson in seiner Rede bereits deren Richtung vor: „Anstelle des bisherigen apolitischen Berufsverbandes sollte ein wahrhaft sowjetisches, auf der marxistischen Ideologie basierendes, aktives, mit Leib und Seele sich am sozialistischen Aufbau beteiligendes Kampfinstrument geschaffen werden; anstelle der bisherigen chaotischen, bequemen, sozialen Problemen aus dem Weg gehenden Gruppe, die sich nur auf der Grundlage von Berufsmerkmalen zusammengefunden hatte, sollte ein einheitliches, starkes Kollektiv geformt werden, das mit vollem Bewusstsein auf seinem Weg voranschreitet und die Politik der Partei und der sowjetischen Institutionen propagiert und anwendet.“

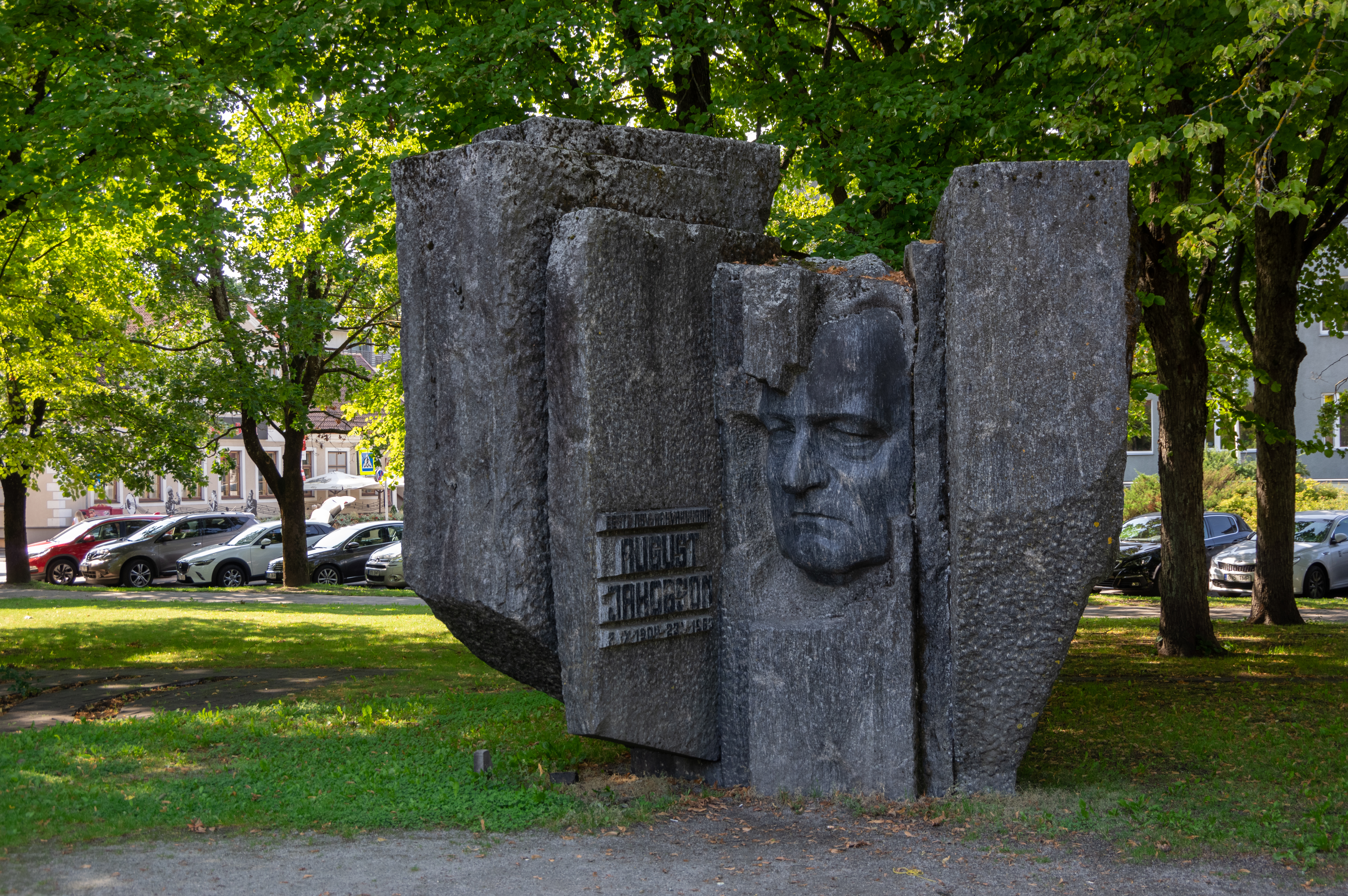
Denkmal für August Jakobson in Pärnu

Von 1950 bis 1958 war August Jakobson Vorsitzender des Präsidiums des Obersten Sowjets der Estnischen Sozialistischen Sowjetrepublik.

## Literarisches Werk
August Jakobsons literarischer Durchbruch gelang ihm 1927 mit dem Roman Vaeste-Patuste alev, einer naturalistischen Beschreibung des Arbeiter- und Siedlungslebens der damaligen Zeit. Es folgten weitere Romane, Kurzgeschichten, Märchen, Novellen und Theaterstücke. Vor allem nach dem Zweiten Weltkrieg produzierte Jakobson zahlreiche Bühnenstücke, die den kommunistischen Klassenstandpunkt und die Linientreue betonen. Sie erreichten in der gesamten Sowjetunion einen hohen Bekanntheitsgrad.

## Wichtigste Werke

### Romane
- „Vaeste-Patuste alev“ (1927)
- „Tuhkur hobune“ (1928–1933)
- „Kolme vaeva tee“ (1930)
- „Andruksonide suguvõsa“ (Romanzyklus, 1931–1934)
- „Vana kaardivägi“ (1935)
- „Metsalise rada“ (1936)
- „Uus inimene“ (1938)
- „Igavesed eestlased“ (Romanzyklus, 1937–1940)

### Novellensammlungen
- „Joonatan Hingemaa eksirännakud“ (1930)
- „Kotkapoeg“ (1932)
- „Reisijad lõppjaamas“ (1934)
- „Reamees Mattias“ (1935)
- „Üksiklased“ (1935)
- „Esimesed meheteod“ (1936)
- „Mälestusi laulvast kuldnokast“ (1939)

### Schauspiele
- „Viirastused“ (1939)
- „Elu tsitadellis“ (1946)
- „Võitlus rindejooneta“ (1947)
- „Rooste“ (1948)
- „Kaks leeri“ (1948)
- „Meie elu“ (1949)
- „Öö ja päeva piiril“ (1950)
- „Šaakalid“ (1952)
- „Kaitseingel Nebraskast“ (1953)
- „Surmemine“ (1953)
- „Vana tamm“ (1955)

### Kurzprosa
- „Tules ja veres“ (1942)
- „Hiiglaste tee“ (1944)
- „Sadam udu taga“ (1945)
- „Aovalgus“ (1946)
- „Tulikuum päev“ (1949)
- „Kasvutung“ (1949)

### Märchenanthologien
- „Ööbik ja vaskuss“ (1947)

## Rezeption im deutschsprachigen Raum
Das Schauspiel Võitlus rindejooneta ('Kampf ohne Fronten') wurde unter dem Titel Die Brüder Kondor 1948 in Berlin im Theater am Schiffbauerdamm aufgeführt und danach in der Presse mehrfach besprochen. Die Übersetzung, angefertigt von A. Rohde-Liebenau, erschien in drei aufeinanderfolgenden Ausgaben der Zeitschrift „Neue Welt“, 3. Jg. (1948), H. 15, S. 98–120; H. 16, S. 96–121; H. 17, S. 102–122. Ein weiteres Drama ist in kompletter Übersetzung in der Zeitschrift Sowjetliteratur abgedruckt: Der alte Eichbaum, übersetzt von Ks. Jakowlewa, in: Sowjetliteratur 4/1956, S. 3–62.
Außerdem ist ein Märchenbuch von Jakobson auf Deutsch erschienen: Väterchen Frosts Rache. Gezeichnet von Priit Rea. Aus dem Estnischen von Reinhard-Felix Teeäär. Tallinn: Perioodika 1991. [32 S.]
Ferner liegen verstreut in Anthologien und Zeitschriften einige Kurzgeschichten auf Deutsch vor:
Die ersten Mannestaten, übersetzt von Aldo Roomere, in: Der letzte Strandräuber. Estnische Erzählungen aus sieben Jahrzehnten. Ausgewählt von Alexander Baer, Welta Ehlert, Nikolai Sillat. Berlin: Volk und Welt 1975, S. 136–165.
Erste Liebe, übersetzt von Ruprecht Willnow (aus dem Russischen), in: Preis des Sieges. Sowjetische Kriegserzählungen. Hrsg. von Karlheinz Kasper. Berlin: Militärverlag der Deutschen Demokratischen Republik 1975, S. 68–95 (²1978), wiederabgedruckt in: Der Tod des Mädchens. Berlin: Militärverlag der Deutschen Demokratischen Republik 1987 (Erzählerreihe 303), S. 1–23.
Der Weg des Riesen, übersetzt von Aivo Kaidja, in: Estnische Novellen. Ausgewählt von Endel Sõgel. Tallinn: Perioodika 1979, S. 147–158.